# Camp Toccoa

Camp Toccoa var ett av USA träningsläger för fallskärmsjägare under andra världskriget, beläget några miles väster om Toccoa, Georgia. Träningslägret byggdes 1940 och har varit i bruk sedan 1941.
Lägret planerades först 1938 och konstruerades av Georgias nationalgarde och Works Progress Administration med början den 17 januari 1940.